# Nivigne-et-Suran
Nivigne-et-Suran – gmina we Francji, w regionie Owernia-Rodan-Alpy, w departamencie Ain. W 2013 roku liczba ludności wynosiła 804 mieszkańców. 
Gmina została utworzona 1 stycznia 2017 roku z połączenia dwóch ówczesnych gmin: Chavannes-sur-Suran oraz Germagnat. Siedzibą gminy została miejscowość Chavannes-sur-Suran.